# Promyllantor
Promyllantor is een geslacht van straalvinnige vissen uit de familie van zeepalingen (Congridae).

## Soorten
- Promyllantor adenensis (Klausewitz, 1991)
- Promyllantor atlanticus Karmovskaya, 2006
- Promyllantor purpureus Alcock, 1890